# Metro de Teherán
El Metro de Teherán (en persa: متروی تهران) es un sistema de transporte público que opera en la capital de Irán, Teherán. Fue inaugurado en 2000.

## Historia

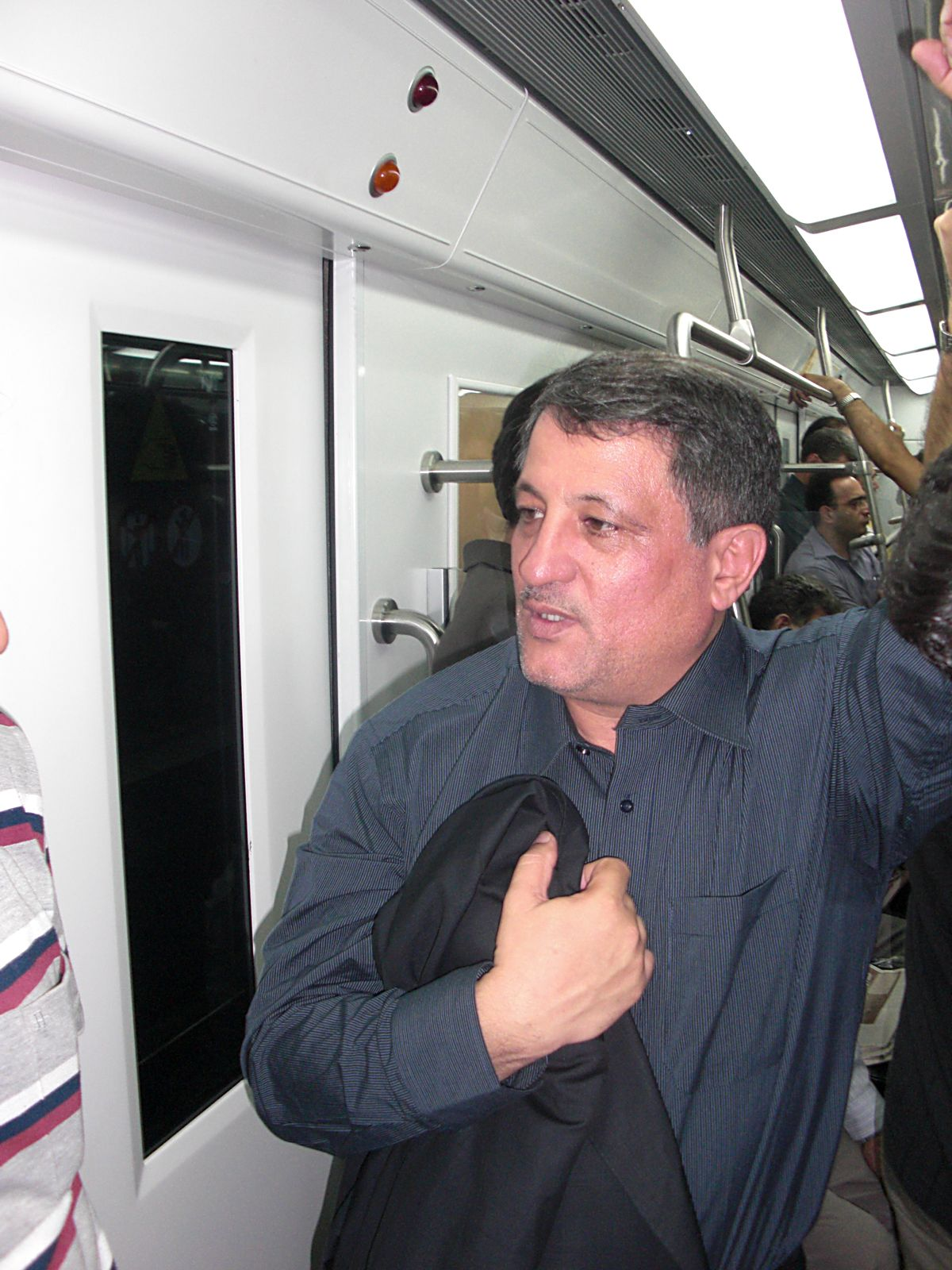
Mohsén Hashemí Rafsanyaní, expresidente del Metro de Teherán en uno de los vagones en el metro de Teherán

El metro de Teherán es uno de los sistemas más extensos del Medio Oriente. Los planes iniciales para su construcción se iniciaron en la década de los 70, lo que hace de él el primer sistema de metro construido en Irán.
En 1978 comenzó la construcción de la línea 1 en lo que entonces era el norte de Teherán por la empresa francesa SOFRETU. Sin embargo, fue por breve tiempo, ya que el desarrollo de esta línea sería interrumpido por los acontecimientos del año siguiente cuando empezó la Revolución Iraní y por el comienzo de la guerra entre Irán e Irak.
El 3 de marzo de 1982, el gabinete ministerial de Irán anunció formalmente el fin de las operaciones en el metro de Teherán de la empresa francesa, que hasta ese momento tenía el control sobre éste.
En 1985, el parlamento iraní aprobó el plan de ejecución del Metro de Teherán, continuación del mismo proyecto que se pretendía ejecutar antes del advenimiento de la revolución de 1979.
En 1999, el metro de Teherán inició operaciones limitadas y al año siguiente comenzó la operación comercial de las 2 primeras líneas.
El sistema es propiedad de los Ferrocarriles Urbanos y Suburbanos de Teherán, que se encargan de su explotación. Consta de seis líneas de metro operativas (y una línea de cercanías adicional), y se están construyendo cuatro líneas: la ampliación noroeste de la línea 4, la ampliación sur de la línea 6, las ampliaciones norte y este de la línea 7 y la línea 10.
El metro de Teherán transporta más de 3 millones de pasajeros al día. En 2018 se realizaron 820 millones de viajes en el metro de Teherán. En diciembre de 2023, el sistema total contaba con una longitud de 292,1 kilómetros, de los cuales 224,6 kilómetros serán de ferrocarril metropolitano. Está previsto que tenga una longitud de 430 kilómetros con once líneas una vez finalizada su construcción en 2040.

## Líneas
| Línea              | Apertura           | Longitud | Estaciones | Tipo      |
| ------------------ | ------------------ | -------- | ---------- | --------- |
| 1                  | 2001               | 86.9 km  | 32         | Metro     |
| 2                  | 2000               | 24.6 km  | 22         | Metro     |
| 3                  | 2012               | 33.7 km  | 25         | Metro     |
| 4                  | 2008               | 24.4 km  | 23         | Metro     |
| 5                  | 1999               | 67.5 km  | 13         | Cercanías |
| 6                  | 2019               | 32.5 km  | 24         | Metro     |
| 7                  | 2017               | 22.5 km  | 21         | Metro     |
| Subtotal de Metro: | Subtotal de Metro: | 224.6 km | 147        |           |
| Total:             | Total:             | 292.1 km | 160        |           |

## Futuras ampliaciones de la red
Hay varios planes para ampliar la red de metro de Teherán a más de 500 km en total. Algunos planes sólo se refieren a estaciones intermedias adicionales, como Vavan en la línea 1 en el Sur o Aghdasiyeh en la línea 3 en el Norte. Algunas ampliaciones y líneas completamente nuevas están en construcción, otras ampliaciones o líneas nuevas son propuestas en estos momentos.
| Línea | Estado          | Longitud         | Estaciones       | Tipo  |
| ----- | --------------- | ---------------- | ---------------- | ----- |
| 3     | En Construcción | 10.5 km (6.5 mi) | 5 (planificado)  | Metro |
| 8     | En Construcción |                  | 34 (planificado) | Metro |
| 9     | En Construcción |                  | 39 (planificado) | Metro |
| 10    | En Construcción |                  | 35 (planificado) | Metro |
| 11    | Planificado     |                  | 17 (planificado) | Metro |